# 希爾卡尼亞森林
裏海希爾卡尼亞混合森林（Caspian Hyrcanian mixed forests）生態區是世界溫帶闊葉混合林生物群系的其中一處，這片生態區擁有鬱蔥的低地森林以及山地森林，面積約55,000平方公里（21,000平方英里），主要位於裏海南岸的伊朗，還有部分位於亞塞拜然。森林是以當地波斯古行省希爾卡尼亞之名來命名。
這片森林在2019年7月5日被聯合國教育、科學與文化組織（UNESCO）列為世界遺產。

## 環境
這座生態區大部分是在伊朗，包括沿裏海海岸地帶和厄爾布爾士山脈的北坡，涵蓋伊朗五個行省，由東到西為：北呼羅珊省、戈勒斯坦省（佔該省整個南部和西南部地區，以及戈爾甘平原東部，總面積421,373公頃（1,041,240英畝））、馬贊達蘭省、吉蘭省、和阿爾達比勒省。
生態區中與戈勒斯坦國家公園和薩斯特可拉特（Shastkolateh）森林分水嶺，位於戈勒斯坦省和馬贊德蘭省
亞塞拜然部分主要在該國的東南部，包括有連科蘭低地和塔雷什山脈。
生態區的氣候為副熱帶濕潤氣候，中海拔地區，是海洋性氣候，山區則是溫帶大陸性濕潤氣候，大部分降水發生在秋季，冬季和春季。厄爾布爾士山脈擁有中東地區最高的山峰（德馬峰），這座山脈捕捉裏海的水氣，年降雨量從東部的900公厘（35英寸），到西部的1600公厘（63英寸）不等，所以會比它邊界的沙漠，半沙漠，和草原生態區擁有更青翠及繁盛的草木。

## 植物

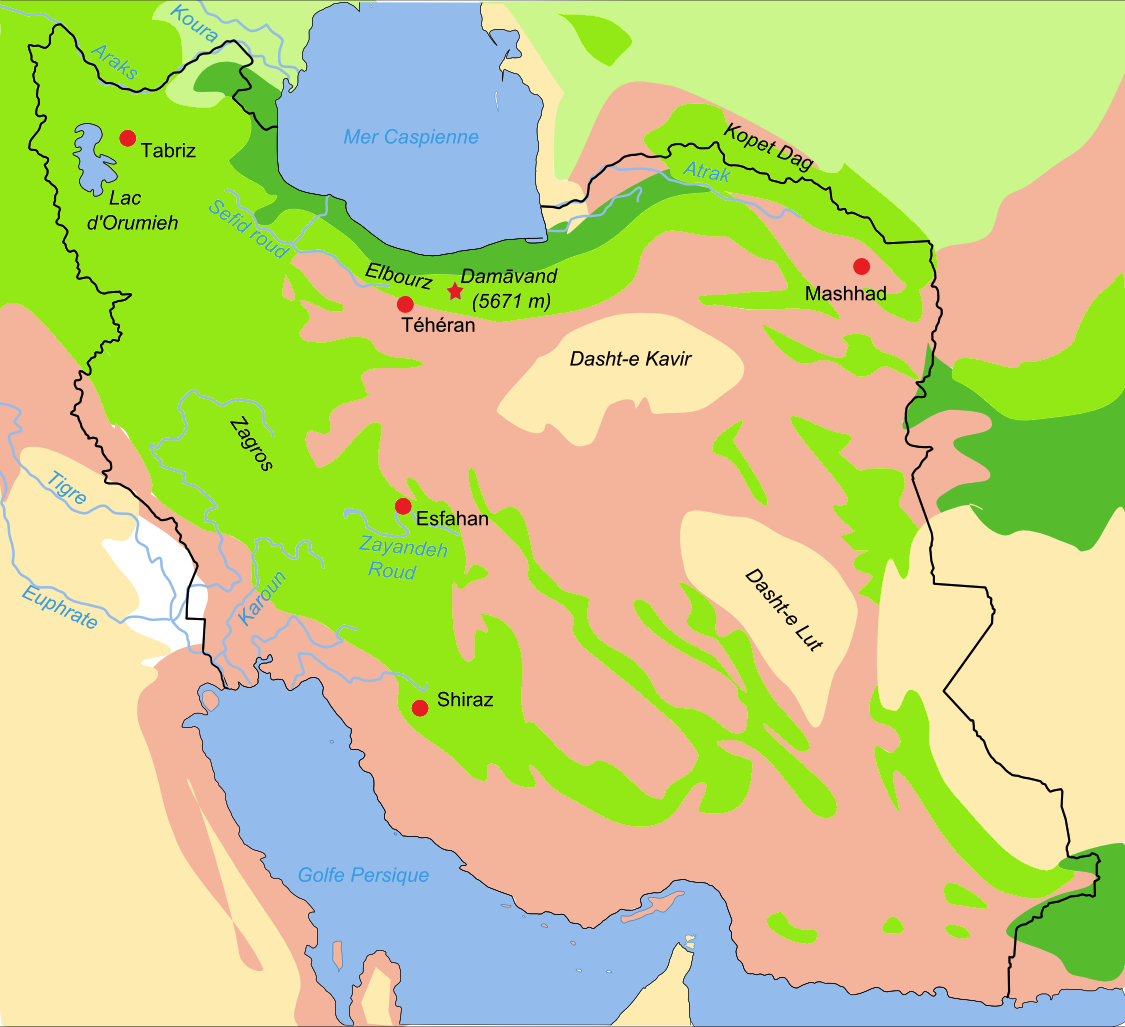
伊朗的群落生境分佈
森林草原
森林和林地
半沙漠
沙漠低地
乾草原
鹽化冲積沼澤地

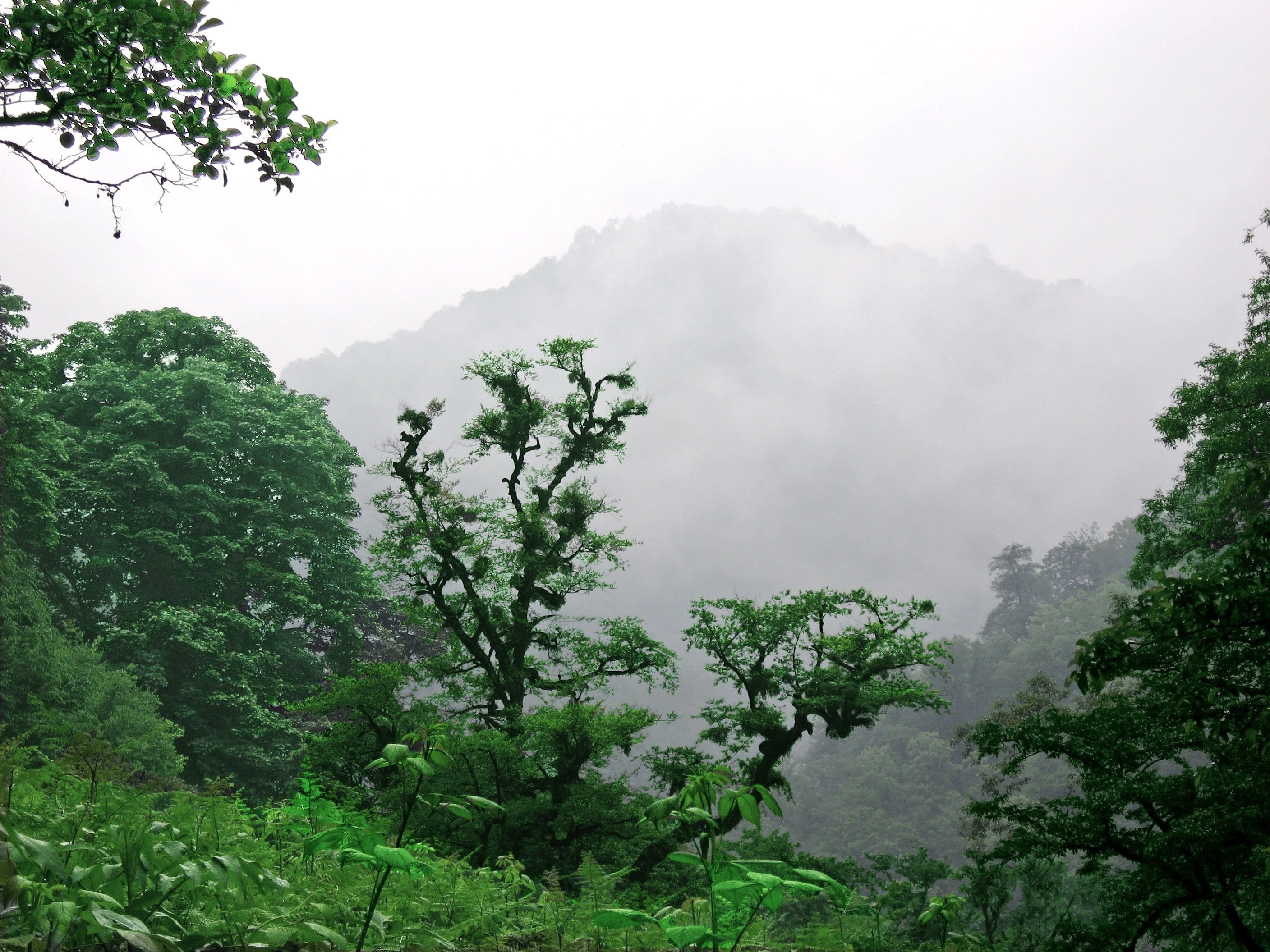
伊朗吉蘭省的闊葉落葉林

希爾卡尼亞森林的天然森林植被是溫帶落葉闊葉林，其中東方山毛櫸（Fagus Orientalis）佔32.7％。這個地區的主要特點是缺少針葉樹林。
裏海沿海平原曾經被栗葉橡樹（Quercus castaneifolia），歐洲黃楊（Buxus sempervirens），黑榿木（Alnus glutinosa subsp.barbata），高加索榿木（Alnus subcordata），裏海白楊（Populus caspica）和高加索楓楊（Pterocarya fraxinifolia）所佈滿，但這些森林幾乎已全部轉變為城市用地和農業用地。
塔雷什山脈和厄爾布爾士山脈，海拔在700公尺（2,300英尺）以下比較低的山坡，擁有各種潮濕氣候區的森林。波斯鐵木是塔雷什山脈和伊朗北部的特有種，而且樹林中幾乎是只有這種樹木佇立，特別引人注目，地衣覆蓋的樹枝纏繞在一起，而只有枯葉鋪在森林深處地面。此外，鐵木的黃色葉子在秋天變成淡紫色。
在700至1,500公尺（2,297至4,921英尺）的中等海拔高度，東方山毛櫸是這個多雲霧區的主要樹種，另有其他貴重硬木如栗葉橡樹，高加索櫟（Quercus macranthera）、歐洲角樹（Carpinus betulus），東方角樹（C. Orientalis）和歐洲栗木（Castanea sativa）。這些山毛櫸森林從其植物組成來看，與歐洲森林以及與巴爾幹半島山毛櫸森林的在品種上有親近的關係。但是，在森林所在當地的面向，還有土壤方面，譬如土壤濕度和深度的局部條件，對於植物組成都非常重要，而形成不同的山毛櫸亞群落。 
高山和亞高山地區（接近林木線下方）的特徵是高加索櫟，東方角樹，灌木林地和乾草原。海拔最高的地方則是高山苔原和草甸。

## 動物

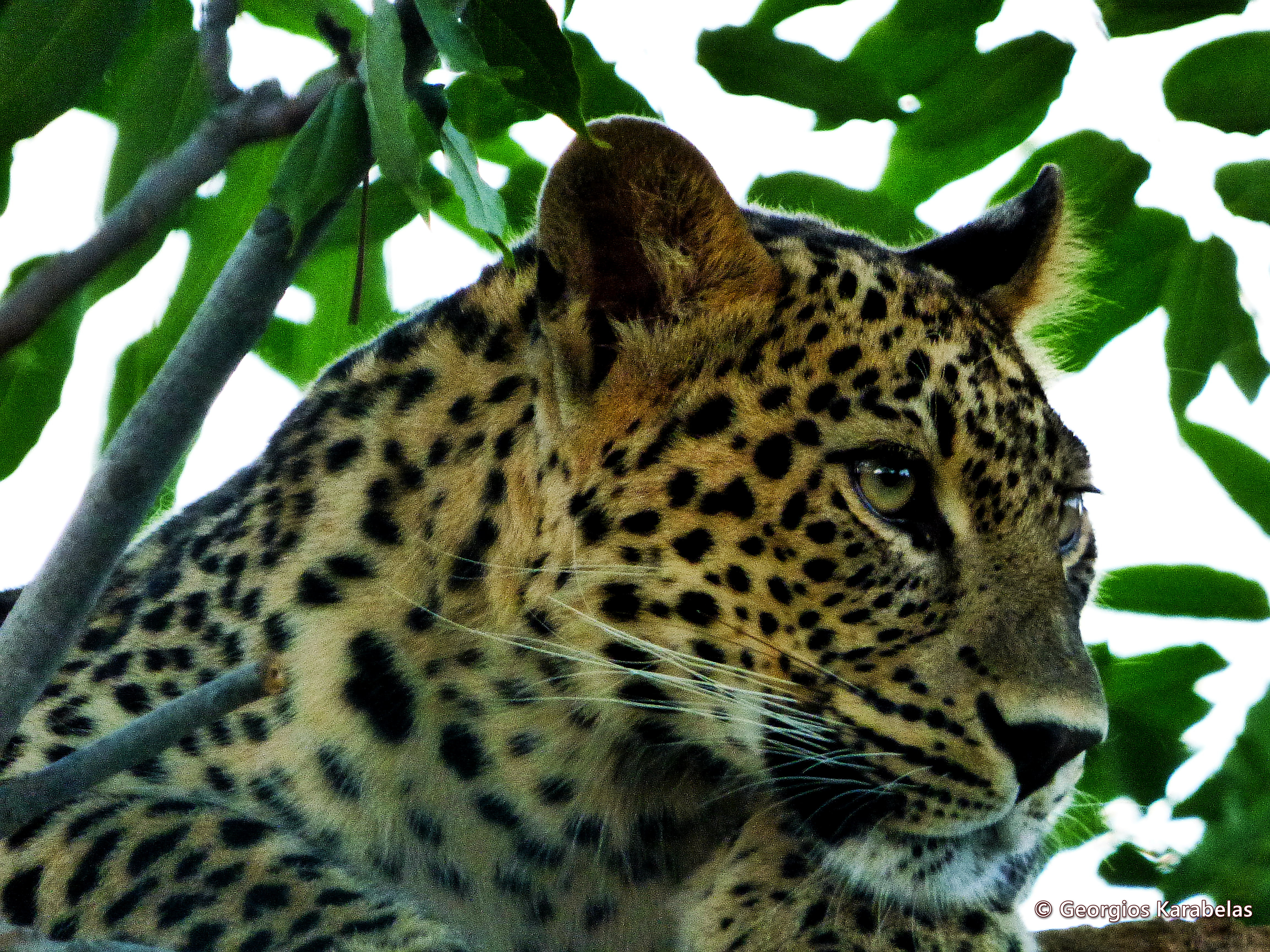
波斯豹

裏海虎曾經在這些山脈中出沒，但到2003年已經滅絕。這裡的其他大型哺乳動物有高加索豹（Panthera pardus ciscaucasica）、山貓（Lynx lynx）、棕熊（Ursus arctos）、野豬（Sus scrofa）、狼（Canis lupus）、亞洲胡狼（Canis aureus）、叢林貓（Felis chaus）、獾（Meles meles）、和水獺（Lutra lutra）。
這個生態區是鳥類在俄羅斯和非洲之間遷移的重要休憩區，因此是許多鳥類的重要棲息地。在這裡可看到特殊的鳥類，如灰雁（Anser anser）、白額雁（Anser albifrons）、小鴇（Tetrax tetrax）、彩鹮（Plegadis falcinellus）、白琵鹭（Platalea leucorodia）、夜鹭（ Nycticorax nycticorax）、紅胸黑雁（Branta ruficollis）、游隼（Falco peregrinus）、卷羽鹈鹕（Pelecanus crispus）、牛背鷺（Bubulcus ibis）、白翅黄池鹭（Ardehoe ralloides）、大红鹳（Oxyura leucocephala）、裏海角雞（Tetraogallus caspius）。

## 保護區
生態區中擁有多樣性物種和特有種，使其成為重要的保護區。這個生態區的棲息地正面臨著各項威脅，如轉變為茶、蔬菜、水果、和葡萄種植園，以及無法永續經營，保护当地动植物的林業，還有盜獵。
在亞塞拜然的保護區有2座：
- 基茲-阿格齊國家保護區（英语：Gizil-Agach State Reserve） – 88.4平方公里(34.1平方英里)
- 和坎國家公園Hirkan National Park（英语：和坎國家公園Hirkan National Park） - 427.97平方公里 (165.24平方英里)

在伊朗的保護區有9座：
- 戈勒斯坦國家公園（英语：Golestan National Park）

其餘8座，請參考英文版。

## 外部連結
- Coastal Profiles - I.R.Iran